# شهرداری تیانتی

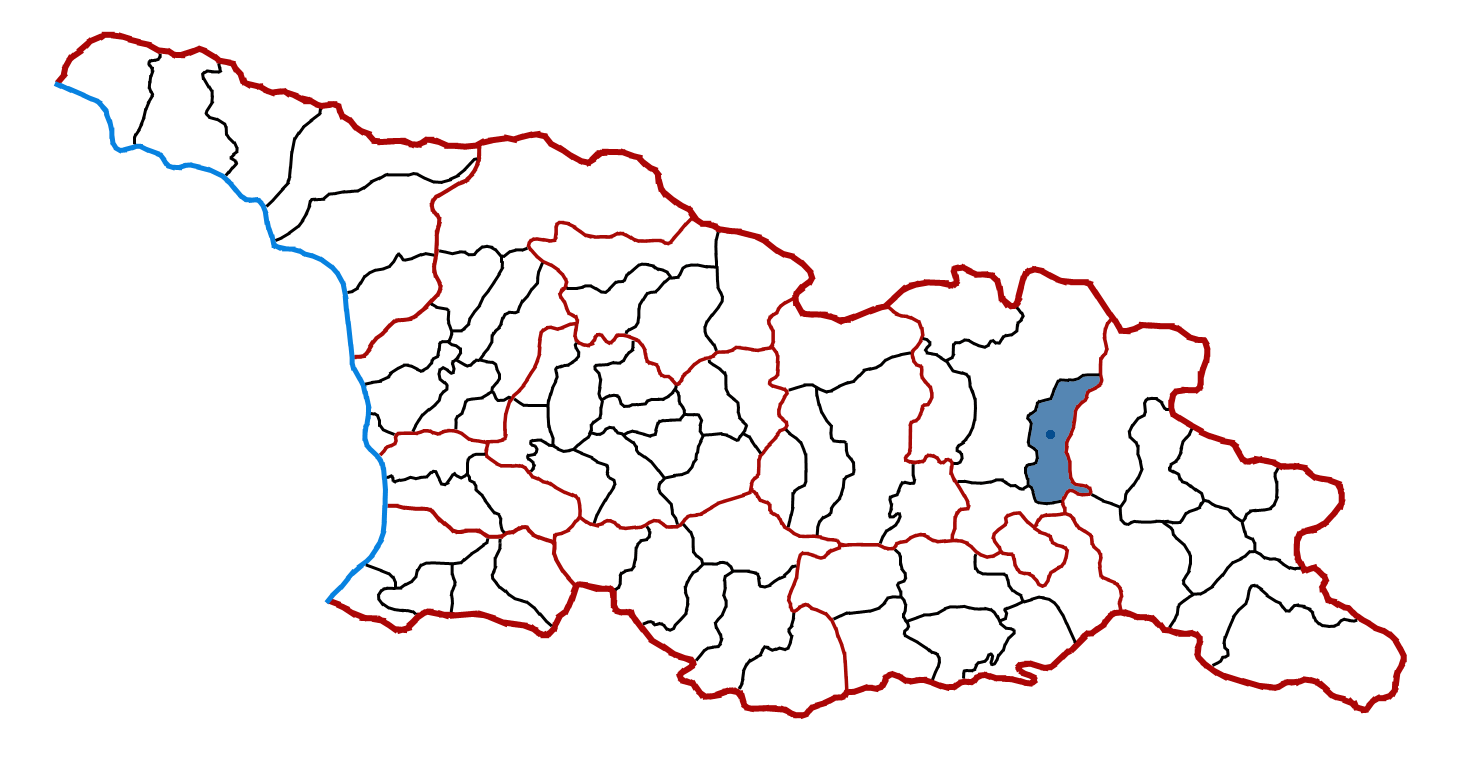
شهرداری تیانتی

شهرداری تیانتی (گرجی: თიანეთის მუნიციპალიტეტი) یکی از شهرداری‌های گرجستان در استان متسختا-متیانتی است. مرکز اداری آن تیانتی است.
جمعیت: ۹۴۶۸ (سرشماری ۲۰۱۲)
مساحت: ۹۰۶ کیلومتر مربع